# Сумгаїт (футбольний клуб)
«Сумгаїт» (азерб. Sumqayıt-Şəhər) — азербайджанський футбольний клуб з однойменного міста. Грає в Прем'єр-лізі Азербайджану.

## Історія

Логотип клубу у 2010—2019 роках.

Футбольний клуб був створений у 2010 році. Зайнявши 7 місце у Першому дивізіоні чемпіонату Азербайджану в першому сезоні, клуб не зміг завоювати путівку в елітний дивізіон. Проте липні 2011 року клуб все ж отримав право грати в Прем'єр-Лізі Азербайджану. Причиною цього став розпад футбольного клубу, який став переможцем першого дивізіону. Таким чином на вакантне місце в Прем'єр-лізі погодився «Сумгаїт».

## Досягнення
Чемпіонат Азербайджану:
- Бронзовий призер (1): 2021